# 赤松素
赤松素（英語：Pinosylvin，也称作3,5-二羟基芪）是一种芪类化合物，存在于松科等松树的心材中，也存在于闭苞买麻藤（学名：Gnetum cleistostachyum）中。